# جان درامانی ماهاما
جان درامانی ماهاما یا جان درامانی مهاما (به انگلیسی: John Dramani Mahama) (زاده ۲۹ نوامبر ۱۹۵۸) رئیس‌جمهور وقت کشور غنا از ژوئیه ۲۰۱۲ تا کنون است. وی پیش از این معاون رئیس‌جمهوری (جان آتا میلز) بین سالهای ۲۰۰۹ تا ۲۰۱۲ و وزیر ارتباطات بین سالهای ۱۹۹۸ تا ۲۰۰۱ بوده است.

## موفقیت در ریاست جمهوری
جان ماهاما در انتخابات ریاست جمهوری غنا در دسامبر ۲۰۱۲، توانست با کسب ۵۰٫۷ درصد آرا در مقابل "نانا آکوفو آدو" رقیب اصلی خود از حزب میهن پرستی نوین (حزب نیو پاتریوتیک) با ۴۷٫۷۴ درصد آرا، پیروز شود. حزب ملی پاتروتیک غنا، مهم‌ترین حزب مخالف دولت حاکم این کشور است.
جان آتا میلز؛ رئیس‌جمهور قبلی غنا در انتخابات ریاست جمهوری سال ۲۰۰۸ در مرحله دوم انتخابات با اختلاف اندکی که کمتر از یک درصد آرا بود، مقابل جان کوفور رئیس جمهور وقت پیروز شد و قدرت را از سال ۲۰۰۹ در اختیار داشت. میلز، قصد شرکت در انتخابات ریاست جمهوری (دسامبر ۲۰۱۲) داشت که در سن ۶۸ سالگی در گذشت.